# Fra Galgario
Fra Galgario ou Fra' Galgario (de son nom dans le siècle Giuseppe Vittore Ghislandi), nommé aussi Fra Vittore del Galgario (Bergame, 1655-1743) est un peintre italien de caractères, qui a été actif à Bergame comme portraitiste au cours de la période rococo et dont le succès est dû à des portraits ostentatoires des familles de l'aristocratie locale bergamasque.

## Biographie
Il est le fils de Domenico Ghislandi, artiste décorateur de fresques, et de son épouse, née Flaminia Mansueti. Son père le fait entrer d'abord dans l'atelier de Giacomo Cotta, puis de Bartolomeo Bianchi à Bergame également, sans qu'il soit possible de lui attribuer des tableaux de cette époque.
Il termine dans l'atelier de Sebastiano Bombelli à Venise dans les années 1690. Il le quitte sans laisser d'œuvres incontestables, mais cela lui a permis d'entrer dans les réseaux des commanditaires vénitiens. Il fait un voyage à Milan auprès du portraitiste allemand Salomon Adler.
Retourné à Bergame, il connaît le succès par des portraits plus ostentatoires des aristocrates de sa ville natale que ceux des peintres locaux. En 1702, il entre dans l'ordre des Minimes, au monastère de Galgario, à Bergame, où il prend le nom de religion de Victor de Galgario et possède son propre atelier de peintre. 
Installé à Bologne, il est admis comme membre de l'Académie clémentine en 1717, année de sa rencontre avec le grand peintre bolonais Giuseppe Maria Crespi dont l'influence le rend plus libre : il exécute alors des portraits de modèles portant des costumes extravagants (chapeaux étranges se substituant aux perruques).
Il revient ensuite à Bergame et s'exerce aux capricciosi et à partir de 1730 il devient un expérimentateur de nouvelles techniques picturales (mise au point de laques, retouche avec les doigts, surimposition de couches sans grattages...). Il délaisse d'ailleurs à partir de cette époque la peinture de portraits de commandes pour peindre ceux de ses amis ou d'enfants.
L'avocat Giacomo Bettami de' Bazini a été un collectionneur passionné des tableaux de Fra Galgario (onze ou quatorze tableaux).
Plus récemment en 1945, Ferruccio Baruffi lui a consacré une exposition Mostra del Premio Fra Galgario à Bergame.
Bartolomeo Nazari a été de ses élèves.

## Œuvres
- Cette liste, très incomplète, ne comprend pas les œuvres dont les sources indiquent qu'elles ont été réalisées dans l'entourage, dont on n'a pas au moins deux critères sur les cinq retenus : légende, date, technique, dimension et lieu de conservation. On a aussi souvent évité celles qui ont été attribuées par différents experts qui ne sont pas tous d'accord sur les dates de réalisation ni sur l'identité des personnages représentés.
- Étrangement dans les sites où l'on trouve des reproductions certaines œuvres sont datées de 1750, 1767 alors que l'artiste est mort en 1743. Est-ce que ce sont les années d'identification des œuvres?
- Algérie
  - Portrait de jeune fille, Musée national des beaux-arts d'Alger

- Allemagne
  - Portrait d'un jeune peintre avec portrait de garçon, huile sur toile, Staatsgalerie im Neuen Schloss (Schleißheim)[4]

- Autriche
  - Homme pastel, 44 × 33 cm, Dorotheum à Vienne
  - Portrait d'un artiste 112 × 84 cm, Dorotheum à Vienne
  - Portrait d'un chevalier portant une croix, huile sur toile Dorotheum à Vienne

- Espagne
  - Portrait d'un orfèvre (1739), huile sur toile, 73 × 57 cm, Musée Thyssen-Bornemisza à Madrid

- États-Unis
  - Portrait d'un jeune noble (1705), huile sur toile, 58 × 44,4 cm Walters Art Museum à Baltimore
  - Portrait de jeune homme (1720), huile sur toile, 73 × 56,5 cm, National Gallery of Art à Washington
  - Portrait d'un jeune homme avec un turban (entre 1720 et 1730), North Carolina Museum of Art à Raleigh
  - Portrait d'un jeune sculpteur (1735), huile sur toile, 76,2 × 61,6 cm University of Arizona Museum of Art à Tucson
  - Portrait de Giuseppe Alberto de Ambiveri, vicaire des mines de Bergame (1740), huile sur toile, 122,24 × 86,36 cm, Minneapolis Institute of Art
  - Au recto, Portrait d'homme, dessin à la craie rouge soulignée de craie blanche et au verso Torse masculin portant une veste et tête d'enfant, dessin à la craie rouge, (1740),37,6 × 25,2 cm, Metropolitan Museum of Art à New-York
  - Portrait d'un gentleman étonné, peut-être le castrat italien Senesino huile sur cuivre, ovale 7,6 × 6 cm, collection privée de Robert L et Bertina Suida Manning, fille et gendre de William Suida (en), à New-York

- France

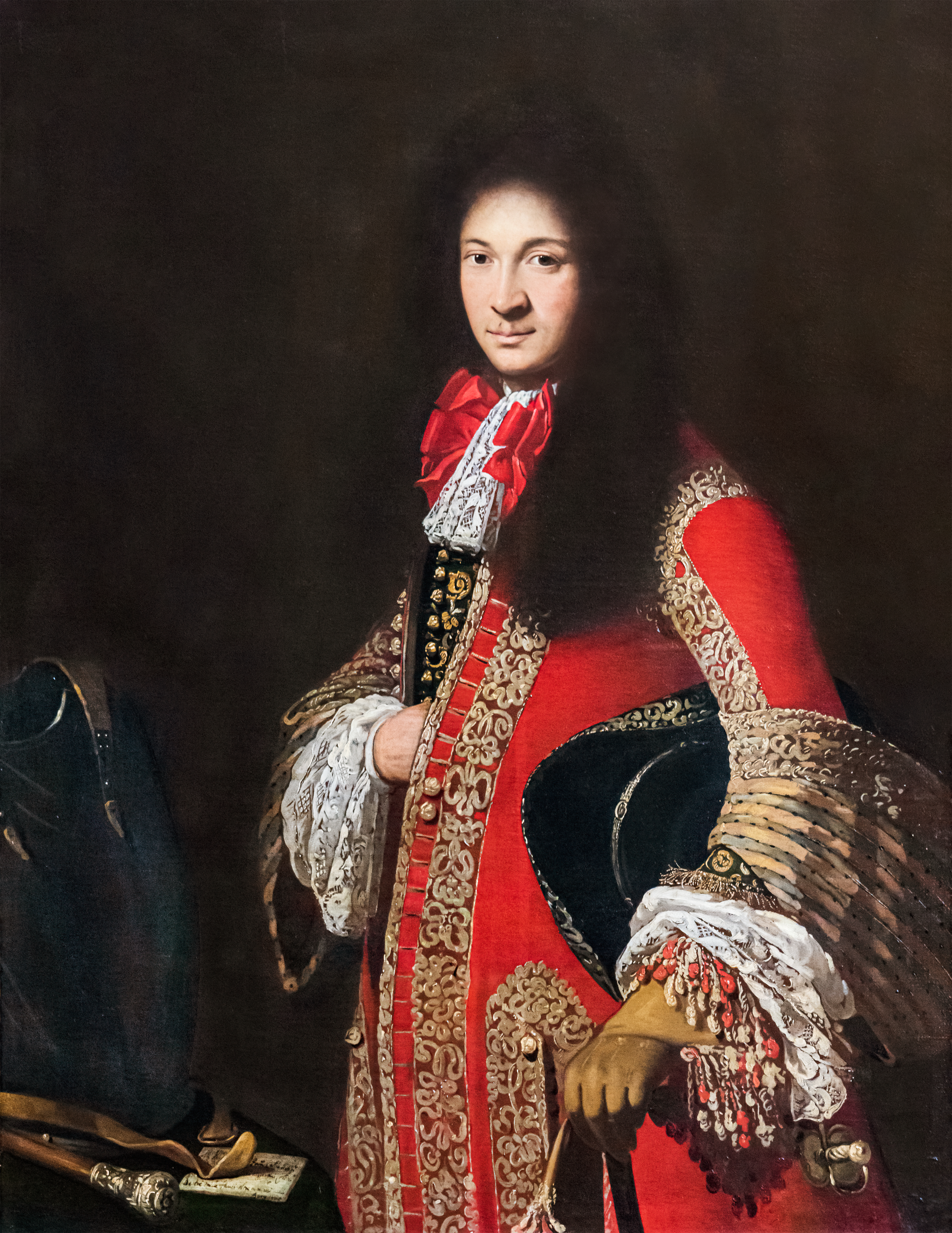
Bartolomeo Manganoni - Musée des Beaux-Arts de Narbonne

- - Attribué : Portrait de Bartolomeo Manganoni colonel au service de Venise (1696), huile sur toile, 118 × 94 cm, Musée des Beaux-Arts de Narbonne[5]
  - Autoportrait avec un fusain à la main (entre 1675 et 1725), huile sur toile, 67 × 59 cm, Musée des Beaux-Arts de Pau
  - Portrait du comte Galeatius Secco Suardo (1681-1733) (entre 1710 et 1720), huile sur toile, 120 × 90 cm, Musée du Louvre, Paris[6]
  - Portrait d'un jeune prêtre (1720). Collection de Massimo Listri à Chantilly

- Hongrie
  - Jeune peintre dans son atelier (Vers 1730), huile sur toile, 92 × 73 cm, Musée des Beaux-Arts de Budapest

- Italie, par localités
- Académie Carrara à Bergame : 26 œuvres[7]
  - Portrait de Federico Bartolomeo Secco Suardo (1700-1743), huile sur toile, 150 × 116 cm[8]
  - Buste de l'empereur Vitellius (1700), huile sur toile, 71 × 57 cm[9]
  - Portrait de prêtre, (entre 1700 et 1705), huile sur toile, 83 × 115 cm[10]
  - Portrait du comte Girolamo Secco Suardo (1710), huile sur toile, 210 × 114 cm[11]
  - Portrait du comte Filippo Marenzi (entre 1710 et 1720), huile sur toile, 117 × 91 cm[12]
  - Portrait du comte Giovanni Secco Suardo avec un serviteur (entre 1720 et 1722), huile sur toile, 125 × 111 cm[13]
  - Portrait d'homme (entre 1720 et 1730), huile sur toile, 60 × 47 cm
  - Portrait de l'avocat Giacomo Bettami de Bazini (vers 1725), huile sur toile, 145 × 108 cm[14]
  - Portrait de Elisabetta Piavani Ghidotti (vers 1725), huile sur toile, 146 × 110 cm, Hôpital Pape Jean XXIII, en dépôt à l'Académie Carrara
  - Portrait du barbier Oletta avec un apprenti et un ouvrier (vers 1730), huile sur toile, 60,8 × 156,8 cm[15]
  - Portrait d'un enfant (vers 1730), huile sur papier appliqué sur une toile, 45 × 33 cm[16]
  - Portrait de Bertrama Daina de’ Valsecchi (entre 1730 et 1735), huile sur toile, 94 × 73 cm[17]
  - Portrait d'un jeune gentilhomme, le comte Francesco Maria Tassi ? (entre 1730 et 1735), huile sur toile, 95 × 71 cm[18]
  - Portrait d'un peintre (entre 1730 et 1740), huile sur toile, 76 × 61 cm[19]
  - Portrait du Cerighetto "Le garçon de chœur"[20] (entre 1730 et 1740), huile sur toile, 71 × 56 cm[21]
  - Portrait d'un jeune garçon avec un tricorne (entre 1730 et 1750), huile sur papier, 53 × 38 cm[22]
  - Autoportrait (1732), huile sur toile, 73 × 58 cm[23]. Il devait alimenter la galerie des autoportraits du corridor de Vasari du Musée des Offices à Florence, mais une dispute de collectionneurs l'empêcha de partir de Bergame.
  - Portrait d'un jeune peintre (vers 1732), huile sur toile, 76 × 65 cm[24]
  - Portrait de Giambattista Tiepolo (entre 1733 et 1734), huile sur toile, 60 × 46 cm[25]
  - Portrait d'une dame âgée (entre 1735 et 1740), huile sur toile, 67 × 50 cm[15]
  - Portrait d'un prêtre (entre 1735 et 1740), huile sur toile, 61 × 45 cm
  - Portrait de Francesco Maria Bruntino (1737), huile sur toile, 93 × 81 cm[26]
  - Portrait du prêtre Gaetano Marenzi (1737), huile sur toile, 111 × 88,5 cm
  - Portrait d'un jeune homme (entre 1739 et 1740), huile sur toile, 72 × 59 cm[27]
  - Portrait du comte Giacomo Carrara (1740), huile sur toile, 89 × 74 cm[27]
  - Portrait de frère Paolotto (entre 1745 et 1750), huile sur toile, 73 × 56 cm
  - Portrait d'homme (1750), huile sur toile, 74 × 62 cm. Cette œuvre qui figure dans l'inventaire est datée de 1750 et l'artiste est mort en 1743 ?
- Ospedali Riuniti di Bergamo (it)
  - Portrait d'une femme de chambre avec deux filles; allégorie du toucher et de l'odorat, (entre 1720 et 1725), huile sur toile, 66 × 125 cm, Ospedali Riuniti di Bergamo (it)[28]
  - Portrait de musicien avec élève; allégorie de l'ouie (entre 1720 et 1725), huile sur toile, 66 × 125 cm, Ospedali Riuniti di Bergamo (it)
- Museo Arte Tempo (it) à Clusone
  - œuvre attribuée, Portrait d'une jeune femme de la noblesse,  (vers 1730), huile sur toile, 96 × 71,5 cm
  - Est-il l'auteur d'une autre œuvre ayant la même légende, les mêmes dimensions et un style semblable qui se trouve dans le même musée?
- Castello di Costa di Mezzate (it) à Costa di Mezzate
  - Portrait d'Isabella Camozzi De Gherardi huile sur toile, 82 × 62 cm
- Museo civico di Crema e del Cremasco (it) à Crema
  - Portrait du Podestà (maire?) Filippo Farsetti montrant du doigt la Vierge Marie apparaissant à Caterina Alberti (1691), huile sur toile, 230 × 240 cm[29]
- Galerie des Offices à Florence
  - Copie de l'autoportrait de Rembrandt (1709), huile sur toile, 72 × 58 cm[30]
- Museo civico Amedeo Lia à La Spezia
  - Portrait d'un jeune homme (entre 1700 et 1710)
- Bibliothèque Ambrosienne à Milan
  - Portrait d'un jeune homme (entre 1730 et 1743), huile sur toile, 49 × 39 cm
- Musée Poldi Pezzoli à Milan
  - Portrait d'un prêtre (entre 1700 et 1725)
  - Portrait de Giovanni Francesco Albani (entre 1708 et 1711), huile sur toile 114 × 93 cm
  - Portrait de jeune homme (“L’Allegrezza”) (entre 1715 et 1720), huile sur toile, 112 × 89 cm[31]
  - Portrait d'un gentilhomme en rouge (entre 1720 et 1730), huile sur toile, 110 × 90 cm[32]
  - Portrait d'un gentilhomme en gris (vers 1725), huile sur toile, 106 × 89 cm
  - Portrait d'un enfant (entre 1730 et 1740)
  - Gentilhomme avec tricorne ou Portrait d'un chevalier de l'ordre de Constantin (vers 1740), huile sur toile, 109 × 87 cm[33]
- Pinacothèque de Brera à Milan
  - Portrait d'un gentilhomme, le comte Flaminio Tassi ? (entre 1715 et 1716) ou (entre 1720 et 1725), huile sur toile, 127 × 98 cm
  - Portrait d'un peintre (entre 1725 et 1730), huile sur toile, 75 × 60 cm
- Pinacothèque du château des Sforza à Milan
  - Portrait d'un jeune sculpteur (vers 1730), huile sur toile, 75,5 × 61 cm
  - Portrait d'un jeune artiste (vers 1730), huile sur toile, 75,5 × 61 cm
  - Portrait d'un prêtre di ordo minimorum (vers 1732), huile sur toile, 35,2 × 46 cm
  - Autoportrait, (1732), huile sur toile
- Chiesa di San Pietro Apostolo (Sorisole) (it)
  - Portrait du prêtre Don Lorenzo Calvi
- Gallerie dell'Accademia de Venise
  - Portrait du comte Giovanni Battista Vailetti (vers 1710), huile sur toile, 226 × 137 cm[2]Comte Giovan Battista Vailetti
vers 1710
Gallerie dell'Accademia de Venise
- Museo canonicale (it) à Vérone

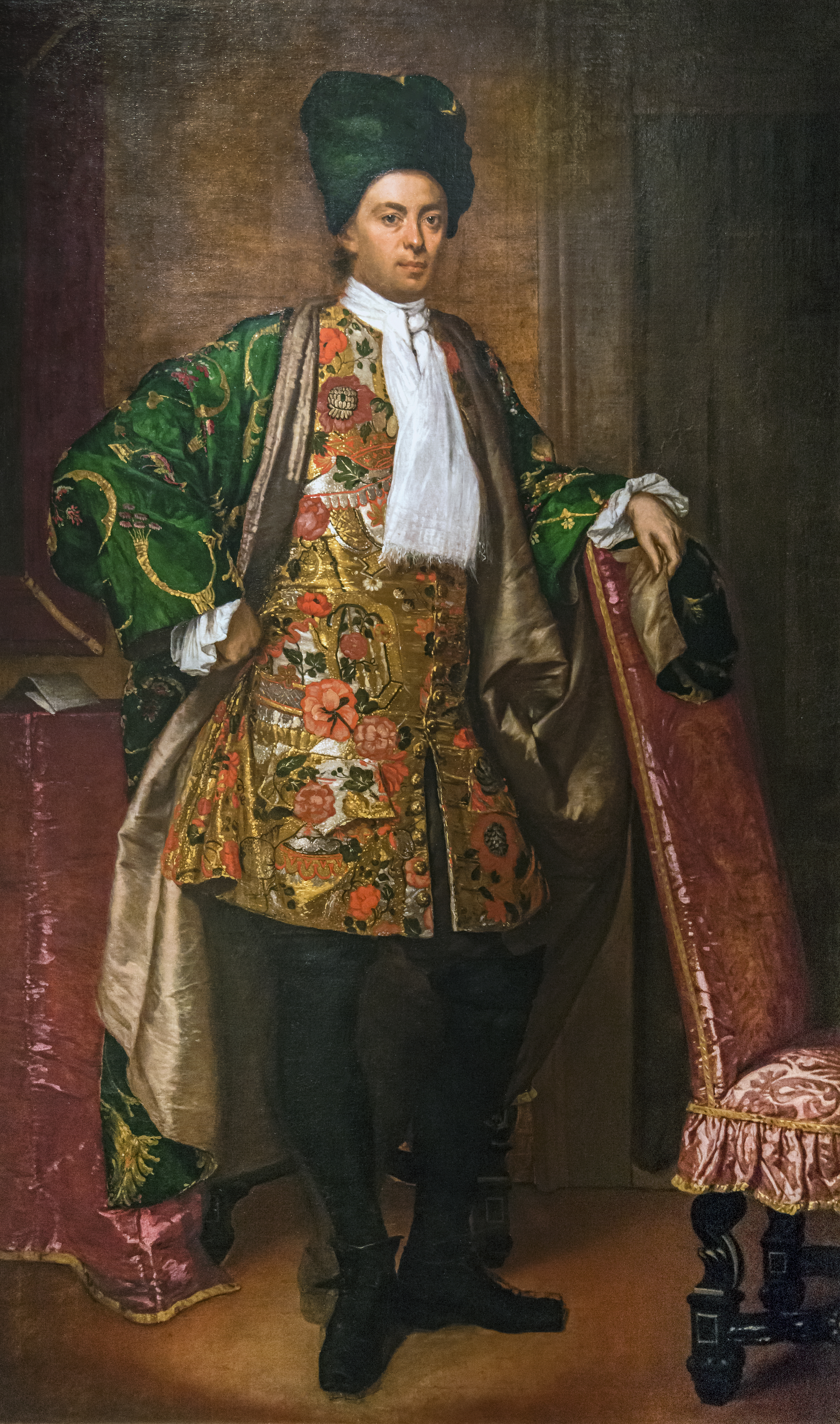
Comte Giovan Battista Vailetti
vers 1710
Gallerie dell'Accademia de Venise

  - Portrait de Scipione Maffei (vers 1720), huile sur toile, 93 × 25 cm
- Pays-Bas
  - Portrait d'une dame âgée avec Giacomo Ceruti (1730), huile sur toile, 73 × 59 cm, Rijksmuseum Amsterdam
- Royaume Uni
  - Garçon en rouge (1719), huile sur toile, 51,5 × 40,4 cm, Fitzwilliam Museum à Cambridge
- Russie
  - Portrait d'un garçon (1730), huile sur toile, 67 × 52 cm, Musée de l'Ermitage à Saint-Pétersbourg
- Par ordre chronologique, autres œuvres citées ou pas dans des fiches biographiques :
  - Portrait de Cecilia Colleoni (1705), huile sur toile, 120 × 48 cm, collection Colleoni à Bergame
  - Portrait de Gian Domenico Tassi (1705) ou (entre 1710 et 1715). Collection privée à Milan
  - Portrait du comte Andrea Asperti avec son fils (entre 1705 et 1710), huile sur toile, 130 × 103 cm
  -  Portrait d'une femme de la noblesse avec un éventail (vers 1710), huile sur toile. Bergame
  - Portrait de Clara Benaglia Finardi (1710)
  - Portrait du docteur Bernardi, (1717), huile sur toile, 65 × 61 cm, collection Bernardi à Bergame exécuté pour les chanoines du Latran de San Spirito[34]
  - Portrait du marquis Giuseppe Maria Rota et du capitaine Antonio Brinzago da Lodi (1720-1730), huile sur toile, 196 × 94 cm. Bergame[35]
  - Portrait du comte Giovanni Domenico Albani (1724), huile sur toile, 138 × 102 cm ovale. Milan
  - Portrait de la comtesse Paola Josefa Calepio Albani épouse du comte Giovanni Domenico Albani (1724), huile sur toile, ovale 138 × 102 cm. Milan
  - Portrait d'un chevalier de l'Ordre de Saint-Étienne, pape et martyr (1725), huile sur toile, 141 × 103 cm. Collection privée
  - Portrait de Carlo Tinti (entre 1725 et 1730), huile sur toile, 98 × 74 cm, collection privée du chef d'orchestre Francesco Molinari-Pradelli. Bergame
  - Portrait de Claudia Erba Odescalchi Visconti (entre 1730 et 1735), huile sur toile, 223 × 137,1 cm, Galerie Robilant+Voena à Londres, Milan, New-York, Paris et Saint-Moritz
  - Portrait d'un jeune homme (entre 1730 et 1740), huile sur toile, 49,5 × 38 cm, collection Luigi Koelliker à Milan
  - Portrait d'un gentilhomme avec un costume dalmate (1730), huile sur toile, 100 × 75 cm. Collection privée
  - Portrait du comte Bartolomeo Albani député de la ville de Bergame? (vers 1737), huile sur toile, 103 × 81 cm. Collection privée à Bergame
  - Portrait du maréchal Johann Matthias von der Schulenburg, huile sur toile, collection privée Barigozzi Brini. Milan
  - Ramoneur collection privée. Bergame
  - Portrait d'Andrea Fantoni (it). Collection privée à Bergame. On peut avoir une petite (cliché en noir et blanc) idée de cette œuvre à la page 11 de l'ouvrage Andrea Fantoni e le sue opere[36]

"
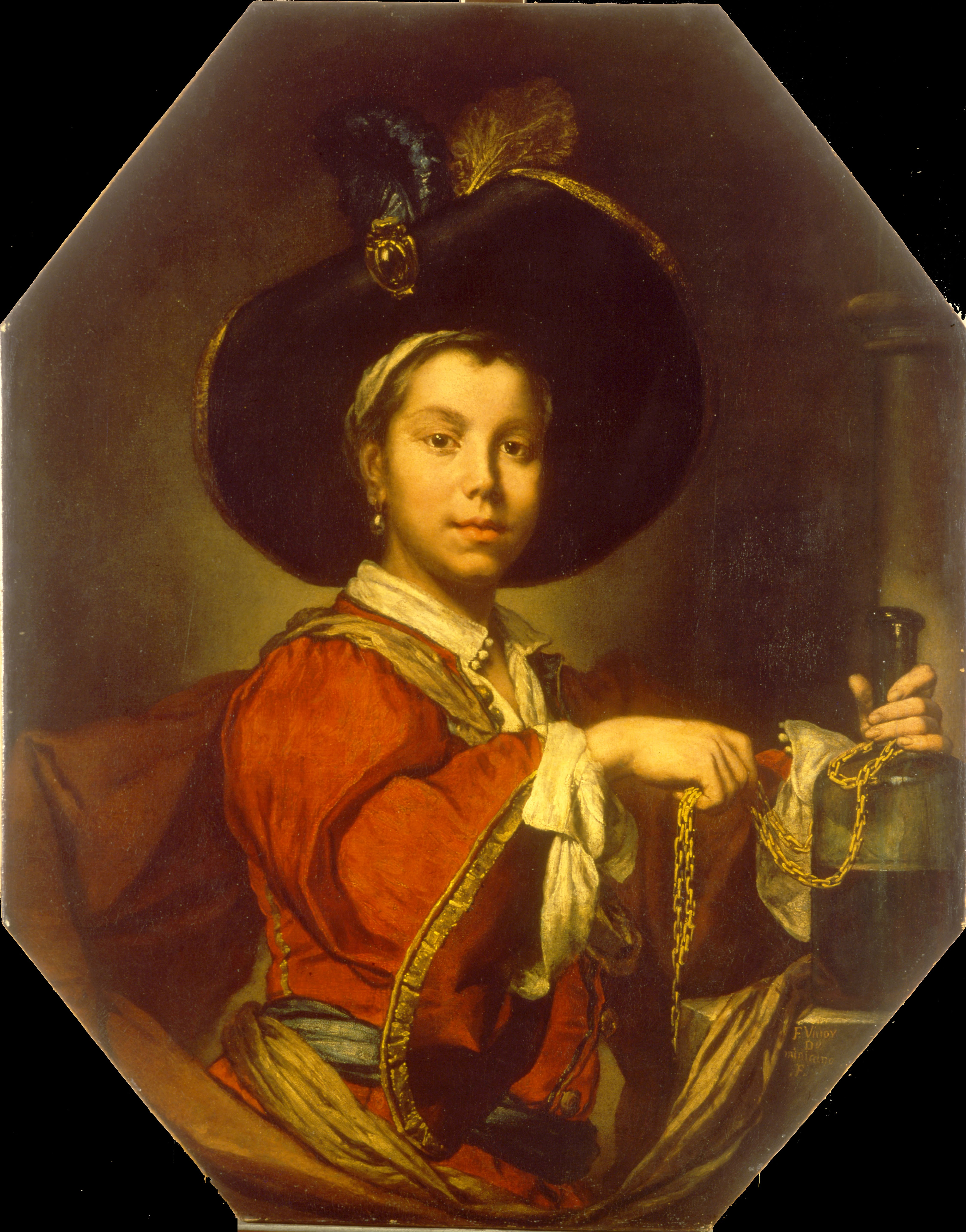
L’Allegrezza (1710-1720) Museo Poldi Pezzoli
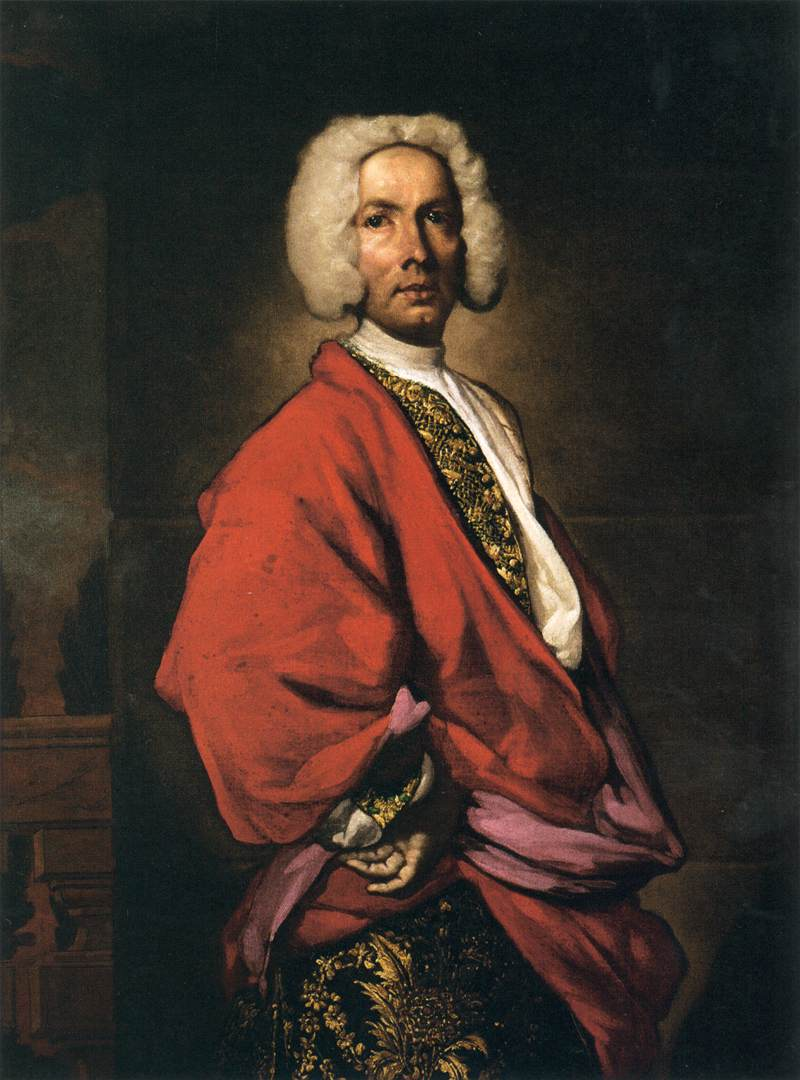
Galeatius Secco Suardo 1710-1720, Musée du Louvre
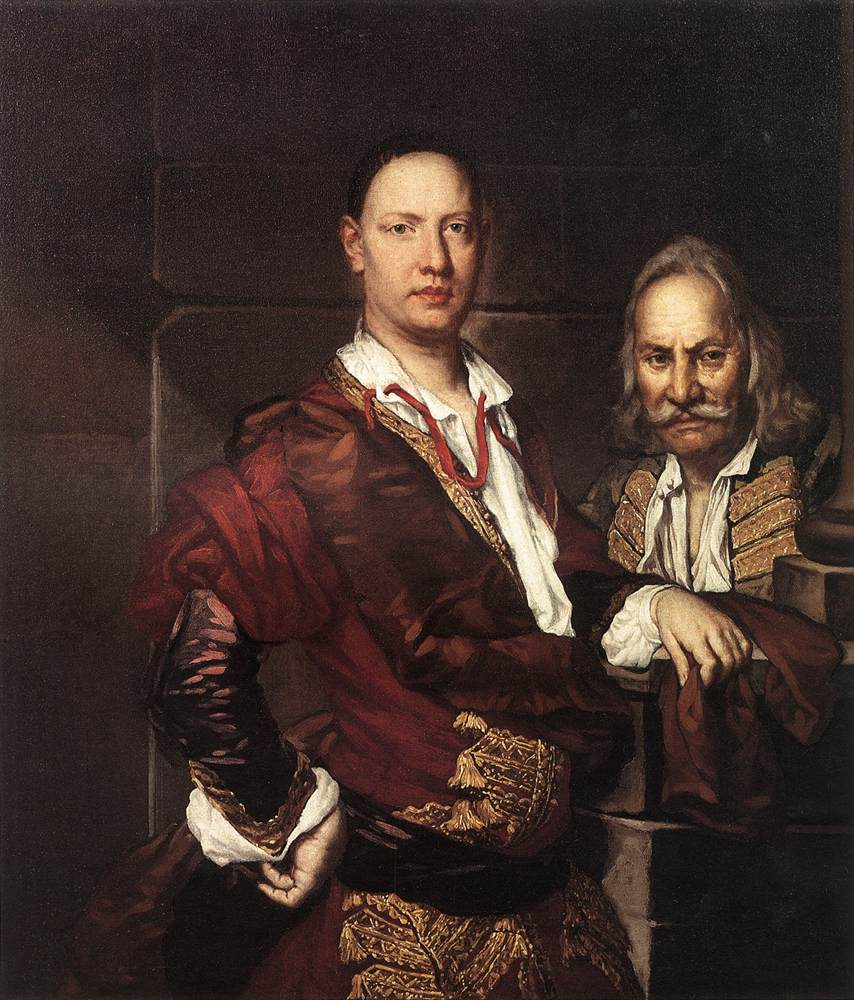
Giovanni Secco Suardo avec son serviteur 1720-1725 Académie Carrara
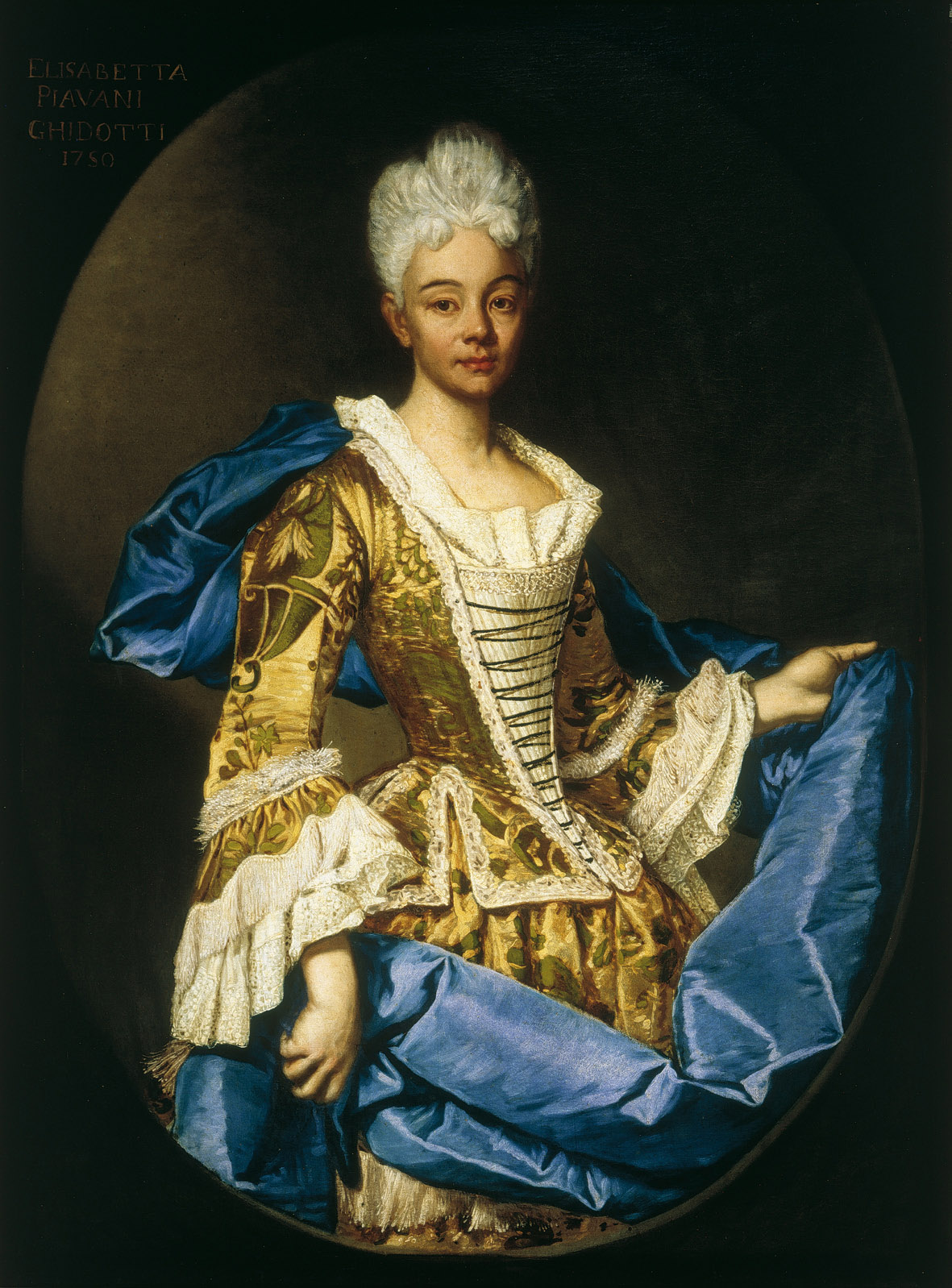
Elisabetta Piavani Ghidotti vers 1725), Hôpital Jean XXIII en dépôt à l'Académie Carrara
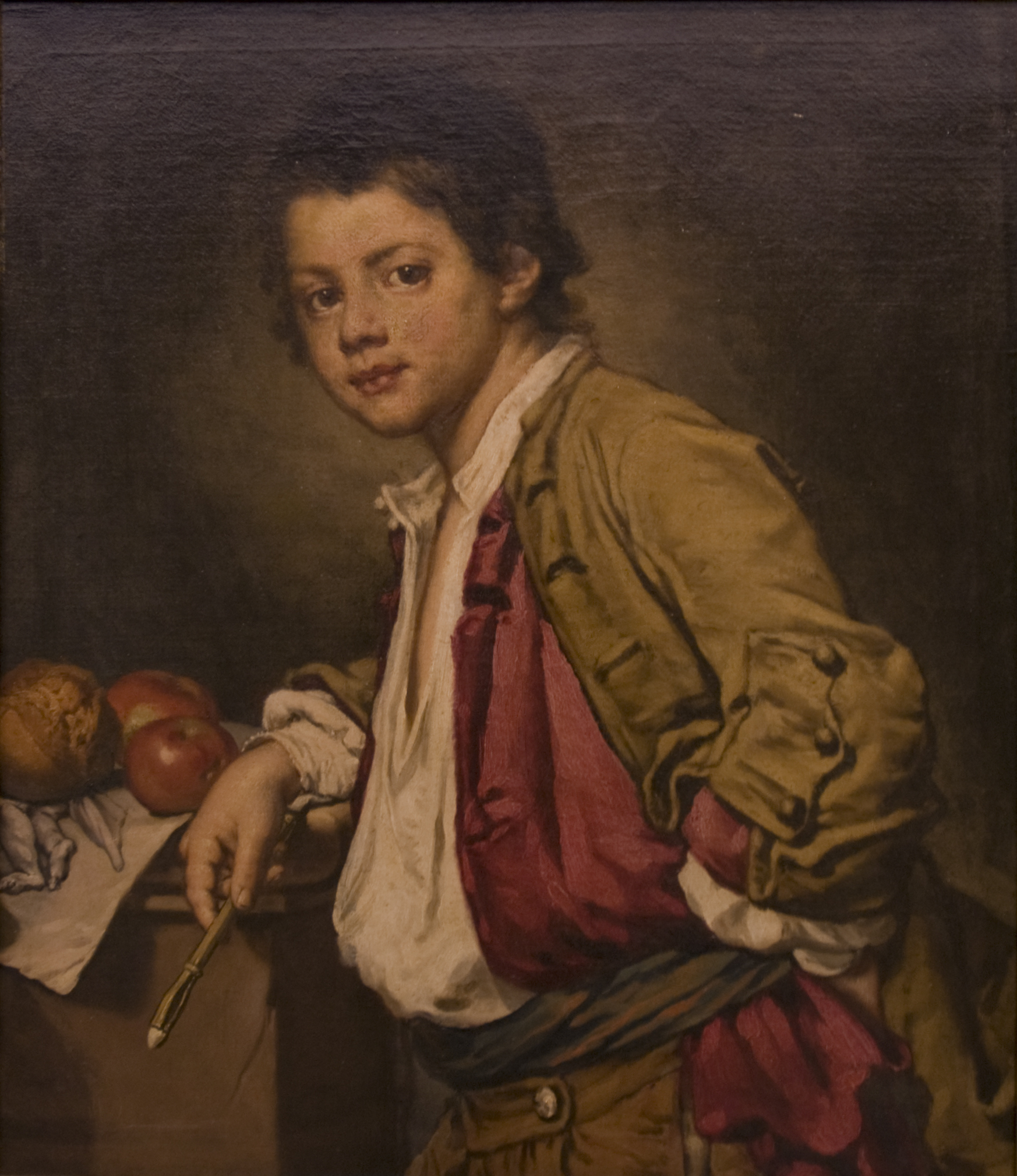
Jeune peintre (vers 1732) Académie Carrara
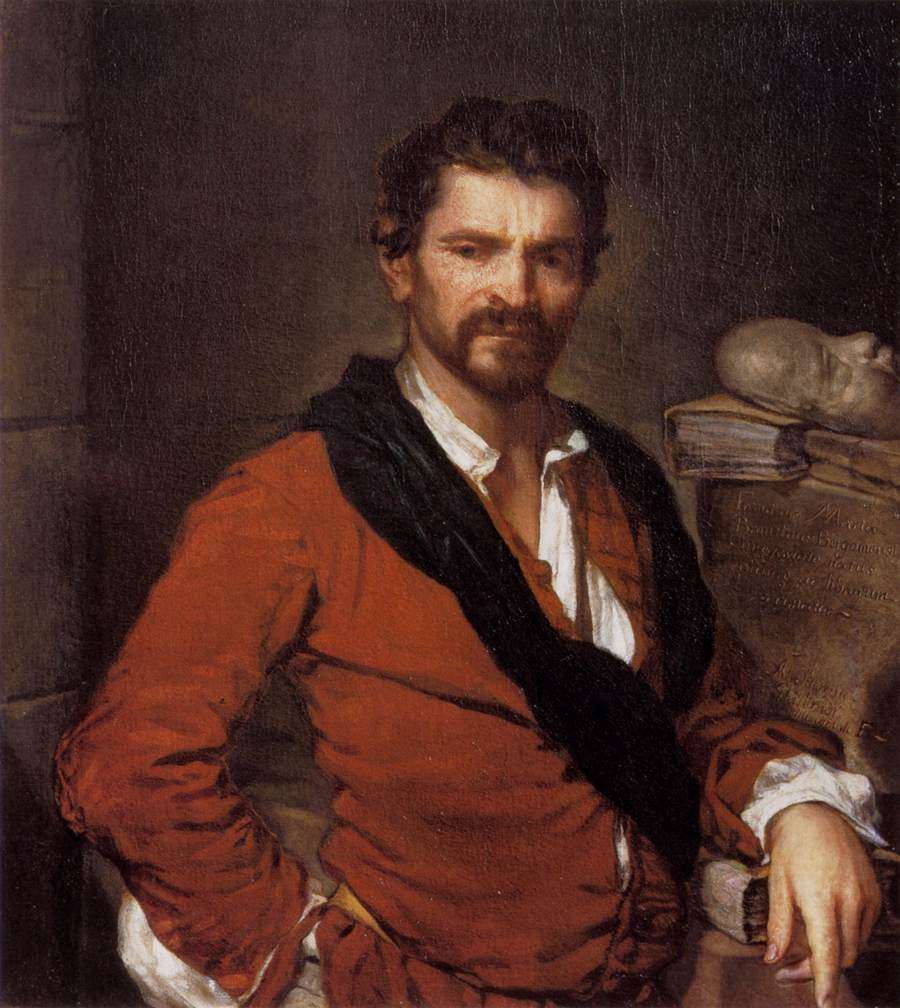
Francesco Maria Bruntino, 1737 Académie Carrara
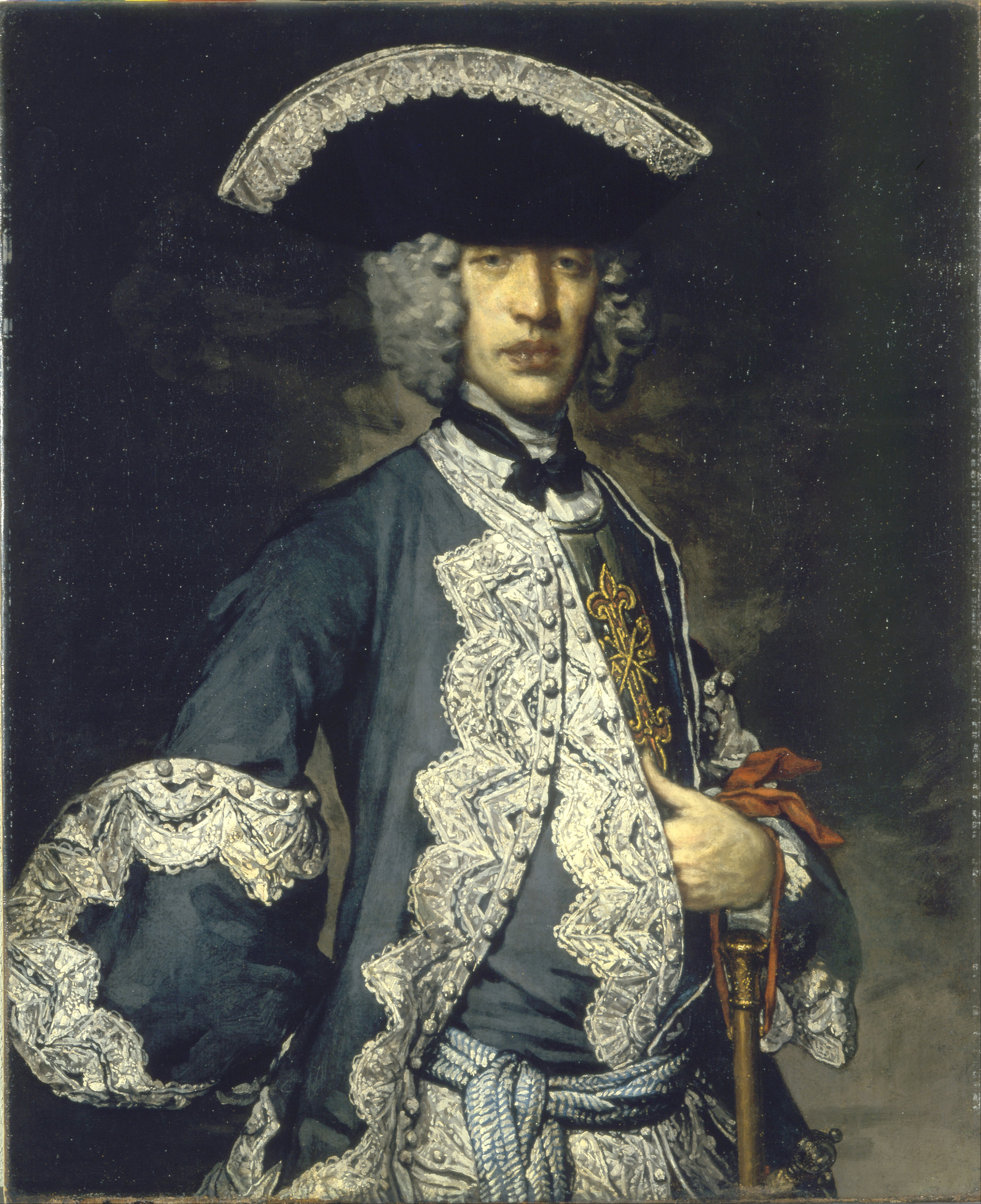
Chevalier de l'ordre de Constantin v. 1740, Museo Poldi Pezzoli

Œuvres à documenter
- Busto di un poeta laureato
- Giovane con bicchiere di vino e natura morta con pane e cipolla
- Portrait de Domenico Ghislandi'
- Portrait d'un gentilhomme huile sur toile, 81 × 65 cm
- Portrait d'un jeune architecte (entre 1700 et 1710), huile sur toile, 74 × 59 cm
- Portrait d'une jeune femme de la noblesse en jaune et violet huile sur toile, 81 × 63,5 cm